# Presa de Oroville

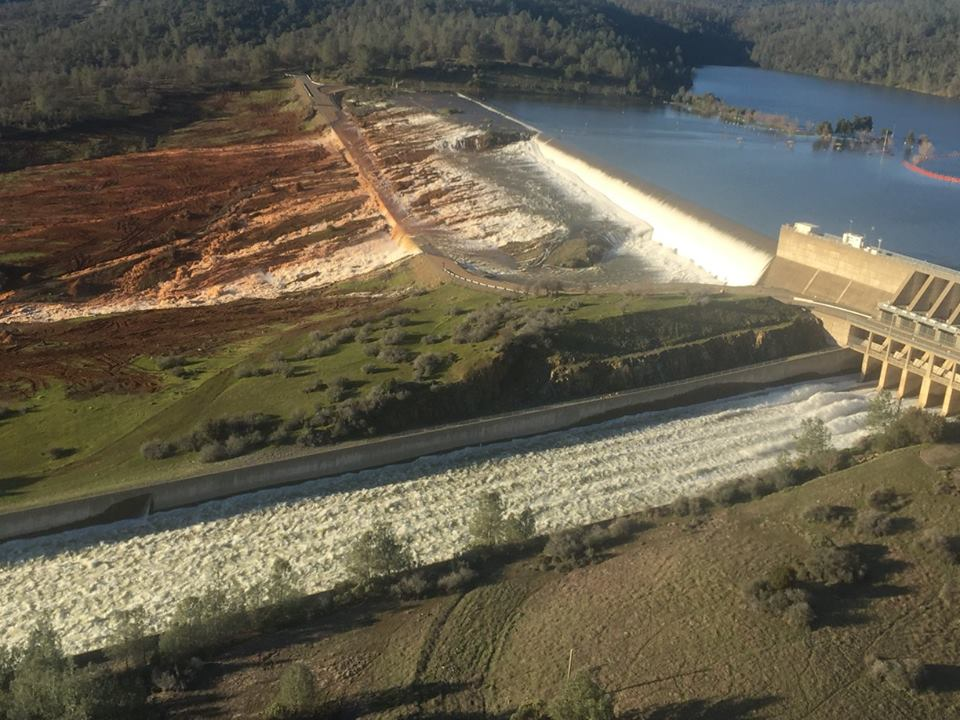
Aliviadero auxiliar fluyendo directamente sobre la ladera el 11 de febrero de 2017

La presa de Oroville es una presa sobre el río de las Plumas cercana a la ciudad de Oroville en el condado de Butte, California, Estados Unidos. Con 230 metros de altura, es la presa más alta del país. Crea el lago Oroville, genera electricidad y proporciona agua para beber y la irrigación del Valle Central de California y el Sur de California. La presa, el lago, y otras instalaciones son propiedad del California Department of Water Resources quien lo administra y forma parte del Proyecto Hídrico del estado de California (SWP).
Desde su inauguración en 1968, la presa de Oroville ha alterado el flujo del Río de las Plumas desde el delta Sacramento-San Joaquín al Acueducto del Estado de California, que proporciona un importante suministro de agua para riego en el Valle de San Joaquín, así como proporciona abastecimiento de agua industrial a la costa del sur de California. La presa ha evitado grandes daños por inundaciones a la zona entre los años de 1987 y 1999. La represa también ha limitado la migración de peces hacia el río de las Plumas y el flujo controlado del río como resultado de la represa de Oroville ha afectado el hábitat ribereño. Múltiples objetivos para tratar de contrarrestar los impactos de la presa en la migración de los peces han incluido la construcción de una incubadora de salmón y trucha arco iris en el río, que comenzó poco después de la construcción de la presa.

## Crisis de la presa de 2017
La primera semana de febrero fue muy lluviosa en la zona y esto obligó a aliviar la presa como nunca antes se había hecho. El 7 de febrero de 2017, durante una liberación controlada de agua de aproximadamente 1400 m³/s, apareció un cráter en el aliviadero de la presa. Las altas entradas al lago Oroville obligaron a los operadores a continuar utilizando el aliviadero dañado, causando daños adicionales. Aunque los ingenieros esperaron que el uso del aliviadero dañado pudiera drenar el lago lo suficiente como para evitar el uso del aliviadero auxiliar, se vieron obligados a reducir su descarga de 1800 m³/s a 1600 m³/s debido a posibles daños en las líneas eléctricas.
Poco después de las 8:00 a. m. del 11 de febrero de 2017, el aliviadero auxiliar comenzó a verter agua por primera vez desde la construcción de la presa en 1968. Debido a que este aliviadero es una estructura separada de la presa, los funcionarios declararon que no había peligro de que el terraplén principal fuera rebasado. Una vez que el lago se elevó hasta el nivel del aliviadero auxiliar, comenzó un desbordamiento incontrolado que ascendió a 360 m³/s y el agua fluyó directamente sobre la ladera debajo de la cresta de hormigón del aliviadero auxiliar.
El 12 de febrero de 2017, se ordenó la evacuación de casi 200 000 personas, un éxodo masivo, que se encontraban en la cuenca del río de las Plumas en los condados de Butte, Yuba y Sutter debido a un fallo anticipado del aliviadero auxiliar. Específicamente, la erosión en la ladera crecía hacia el borde de hormigón del aliviadero auxiliar, llevando al temor de que se derrumbara.